# Финоль, Йоэль
Йоэль Сегундо Финоль Ривас (исп. Yoel Segundo Finol Rivas; род. 21 сентября 1996; Мерида, Венесуэла) — венесуэльский боксёр. Серебряный призёр Олимпийских игр 2016. Бронзовый призёр Панамериканских игр 2015. Чемпион (2018) и бронзовый призёр (2022) Южноамериканских игр. Серебряный призёр Игр Центральной Америки и Карибского бассейна 2023.

## Любительская карьера
В 2012 году стал чемпионом Венесуэлы среди молодёжи в весовой категории до 40 кг.

### Всемирная серия бокса2015
Представлял команду «Caciques de Venezuela» (Венесуэла). Выступал в 1-й наилегчайшей весовой категории (до 49 кг). 17 января 2015 года проиграл казахстанцу Мардану Берикбаеву. 30 января 2015 года победил американца Нико Эрнандеса. 14 февраля 2015 года победил аргентинца Кристиана Роду. 28 февраля 2015 года победил поляка Давида Ягодзиньского. 28 марта 2015 года победил пуэрториканца Энтони Чакона. 18 апреля 2015 года проиграл ирландцу Пэдди Барнсу.

### Панамериканские игры 2015
Выступал в 1-й наилегчайшей весовой категории (до 49 кг). В 1/8 финала победил канадца П. Г. Тондо. В четвертьфинале победил колумбийца Юберхена Мартинеса. В полуфинале проиграл кубинцу Хоанису Архилагосу.

### Чемпионат мира 2015
Выступал в наилегчайшей весовой категории (до 52 кг). В 1/16 финала победил турменистанца Зарипа Джумаева. В 1/8 финала проиграл колумбийцу Сейберу Авиле.

### Всемирная серия бокса2016
Представлял команду «Caciques de Venezuela» (Венесуэла). Выступал в наилегчайшей весовой категории (до 52 кг). 29 января 2016 года проиграл аргентинцу Кристиану Роде. 23 апреля 2016 года проиграл казахстанцу Азамату Исакулову.

### Олимпийские игры 2016
Выступал в наилегчайшей весовой категории (до 52 кг). В 1/16 финала победил доминиканца Леонеля де лос Сантоса. В 1/8 финала победил британца Мохаммеда Али. В четвертьфинале победил алжирца Мохамеда Флисси. В полуфинале проиграл узбекистанцу Шахобидину Зоирову. Серебряный призёр турнира россиянин Миша Алоян провалил допинг-тест и был лишён медали. Серебряным призёром стал Финоль.

### Всемирная серия бокса2017
Представлял команду «Caciques de Venezuela» (Венесуэла). Выступал в наилегчайшей весовой категории (до 52 кг). 17 марта 2017 года победил кубинца Йосвани Вейтию. 21 апреля 2017 года победил аргентинца Фернандо Мартинеса.

### Всемирная серия бокса2018
Представлял команду «Caciques de Venezuela» (Венесуэла). Выступал в легчайшей весовой категории (до 56 кг). 23 февраля 2018 года победил колумбийца Джона Мартинеса. 23 марта 2018 года победил кубинца Робейси Рамиреса. 7 апреля 2018 года проиграл узбекистанцу Шахобидину Зоирову.

### Южноамериканские игры 2018
Выступал в легчайшей весовой категории (до 56 кг). В четвертьфинале победил бразильца Арлисона Гонсалвеша. В полуфинале победил эквадорца Жана Кайседо. В финале победил аргентинца Карлоса Аланиса.

### Чемпионат мира 2019
Выступал в полулёгкой весовой категории (до 57 кг). В 1/32 финала победил немца Рамана Шарафу. В 1/16 финала проиграл казахстанцу Кайрату Ералиеву.

### Олимпийские игры 2020
Выступал в наилегчайшей весовой категории (до 52 кг). В 1/16 финала проиграл японцу Риомею Танаке.

### Чемпионат мира 2021
Выступал в легчайшей весовой категории (до 54 кг). В 1/16 финала победил украинца Эльмира Набиева. В 1/8 финала победил испанца Габриэля Эскобара. В четвертьфинале проиграл индийцу Акашу Кумару.

### Южноамериканские игры 2022
Выступал в полулёгкой весовой категории (до 57 кг). В четвертьфинале победил колумбийца Йилмара Леандро Гонсалеса Ландасари. В полуфинале проиграл бразильцу Луису Габриэлу до Насименто Шалоту.

### Чемпионат мира 2023
Выступал в легчайшей весовой категории (до 54 кг). В 1/16 финала победил армянина Руслана Асликяна. В 1/8 финала победил азербайджанца Ниджата Гусейнова. В четвертьфинале проиграл кубинцу Йосвани Вейтии.

### Игры Центральной Америки и Карибского бассейна 2023
Выступал в полулёгкой весовой категории (до 57 кг). В 1/8 финала победил тринидадца Энтони Джозефа. В четвертьфинале победил мексиканца Мигеля Вегу. В полуфинале победил пуэрториканца Калеба Тирадо. В финале проиграл колумбийцу Йилмару Гонсалесу.

### Панамериканские игры 2023
Выступал в полулёгкой весовой категории (до 57 кг). В 1/8 финала проиграл доминиканцу Хосе Луису Де Лос Сантосу Фелису.

## Профессиональная карьера
На профессиональном ринге дебютировал 6 июля 2019 года. Одержал победу техническим нокаутом в 4-м раунде.

## Статистика боёв
В таблице перечислены результаты всех поединков боксёров.
В каждой строке указан результат поединка. Дополнительно номер поединка обозначен цветом, который обозначает итог поединка. Расшифровка обозначений и цветов представлена в нижеследующей таблице.
| Пример | Расшифровка                     |
| ------ | ------------------------------- |
|        | Победа                          |
|        | Ничья                           |
|        | Поражение                       |
|        | Планируемый поединок            |
|        | Поединок признан несостоявшимся |
| КО     | Нокаут                          |
| ТКО    | Технический нокаут              |
| PTS    | Решение судей (по очкам)        |
| UD     | Единогласное решение судей      |
| MD     | Решение большинства судей       |
| SD     | Раздельное решение судей        |
| RTD    | Отказ от продолжения боя        |
| DQ     | Дисквалификация                 |
| NC     | Поединок признан несостоявшимся |

| Бой | Дата            | Соперник                   | Место проведения                                             | Результат | Примечание                    |
| --- | --------------- | -------------------------- | ------------------------------------------------------------ | --------- | ----------------------------- |
| 3   | 17 декабря 2020 | Хавьер Мартинес (12-4)     | Discoteca Kilymandiaro, Пуэрто-Коломбия, Атлантико, Колумбия | UD (6)    | Счёт: 59-55 и 60-54 (дважды). |
| 2   | 19 декабря 2019 | Кармело Мармоль (1-2-1)    | Coliseo Sugar Baby Rojas, Барранкилья, Атлантико, Колумбия   | UD (6)    | Счёт: 60-54 (все).            |
| 1   | 6 июля 2019     | Джейсон Сервантес (8-17-1) | Coliseo Sugar Baby Rojas, Барранкилья, Атлантико, Колумбия   | TKO4 (6)  |                               |

## Семья
Зять (муж сестры) — Эдвин Валеро, венесуэльский боксёр-профессионал. Чемпион мира во 2-й полулёгкой (WBA, 2006—2008) и лёгкой (WBC, 2009—2010) весовых категориях. Именно Валеро привил Финолю любовь к боксу. 18 апреля 2010 года Валеро, страдавший от алкогольной и наркотической зависимости, был арестован по подозрению в убийстве своей жены. Боксёр сдался полиции и признался в содеянном. Спустя несколько часов он повесился в тюремной камере. Во время выступления на Олимпиаде 2016 года Йоэль сказал, что простил Валеро:

Я простил его. Несмотря на то, что он убил мою сестру, я прощаю его. Сначала я не мог принять произошедшее, но затем я обрёл веру в Бога и научился прощать. Он научил меня выбрасывать удары, научил азам. Он устраивал мне уличные драки, чтобы сделать из меня мужчину. Он хотел, чтобы я стал чемпионом мира, а он был бы моим агентом. Его сломали наркотики. Они изменили его, потому что на самом деле он не был плохим человеком. Мой путь был долгим и сложным, но я сделал первый шаг. Господь забрал у меня сестру и Эдвина, но он дал кое-что взамен — он сделал меня лучше.— Йоэль Финоль о смерти своей сестры и Валеро

## Боксёрские титулы

### Любительские
- 2012  Чемпион Венесуэлы среди молодёжи в весовой категории до 40 кг.
- 2015  Бронзовый призёр Панамериканских игр в 1-й наилегчайшей весовой категории (до 49 кг).
- 2016  Серебряный призёр Олимпийских игр в наилегчайшей весовой категории (до 52 кг).
- 2018  Чемпион Южноамериканских игр в легчайшей весовой категории (до 56 кг).
- 2022  Бронзовый призёр Южноамериканских игр в полулёгкой весовой категории (до 57 кг).
- 2023  Серебряный призёр Игр Центральной Америки и Карибского бассейна в полулёгкой весовой категории (до 57 кг).